# Переменные звёзды двойной периодичности
Переменные звёзды двойной периодичности (англ. double periodic variables, DPV) — тип затмевающихся двойных звёзд, яркость которых меняется не только вследствие того, как одна звезда затмевает другую, а также с периодом, примерно в 33 раза дольше орбитального периода.

## Описание
Такая звёздная система является полуразделённой (англ. semidetached), одна из компонент — звезда спектрального класса В. Компонент, на который происходит аккреция, имеет вокруг себя оптически толстый диск из этого вещества. Есть предположение, что такие двойные звездные системы периодически выбрасывают в межзвёздную среду часть вещества с аккреционного диска. Система характеризуется фотометричной переменностью — элипсоидной (DPV/ENG) или затемняемой (DPV/E) с периодом несколько дней и длинным фотометрическим циклом продолжительностью примерно 33 орбитальных периода. Об обнаружении этого типа переменности было сообщено в 2008 году. На то время причина долгопериодической переменности не была установлена.
Переменные этого типа очень редки. На 2009 год было известно около 12 кандидатов в галактике Млечный Путь и около 110 в галактиках Большое и Малое Магеллановы Облака, где они были впервые открыты.
Примеры наиболее исследованных звёзд этого типа: AU Единорога, V393 Скорпиона, V356 Стрельца, OGLE LMC–SC8–125836 (M08), OGLE LMC–SC13–156235.